# 崔猷 (汲郡公)
崔猷（6世紀—584年），字宣猷，博陵郡安平县（今河北省衡水市安平县）人，出自博陵崔氏的博陵第二房，北魏左光禄大夫、仪同三司，兼吏部尚书崔孝芬第二子，北魏、西魏、北周、隋朝官员。

## 生平
崔猷是东汉尚书崔寔的十二世孙，祖父崔挺是北魏光州刺史、泰昌县子，死后被赠予辅国将军、幽州刺史，谥号景。父亲崔孝芬是北魏左光禄大夫、仪同三司，兼吏部尚书。
崔猷从小好学，风度娴静优雅，个性鲠直刚正，有统军治国的谋略，以员外散骑侍郎为起家官，兼任大行台郎中，很快为吏部尚书李神俊所推荐，出任通直散骑侍郎，摄任尚书驾部郎中。普泰初年，崔猷出任征虏将军、司徒从事中郎。永熙三年八月甲寅（534年8月28日），崔孝芬被高欢杀害后，崔猷秘密奔向关中，当他去拜见魏孝武帝元修时，悲哀之情使在场的人都十分感动，魏孝武帝也为之动容。崔猷退下时，魏孝武帝目送他说：“忠孝之道，都集中在这一家之中。”崔猷当即以本官上奏门下省的事务。
大统初年，崔猷兼任给事黄门侍郎，封平原县伯，食邑八百户。大统二年（536年），崔猷正式担任黄门侍郎，加号中军将军。西魏擒拿窦泰，收复弘农，攻克沙苑，崔猷常以本官从军主持书信文件。大统五年（539年），崔猷出任司徒左长史，加骠骑将军。当时西魏太庙刚建成，四时祭祀，还安排有杂耍摔跤等表演，主持郊庙祭祀的官员很多是兼任的。崔猷多次上疏劝谏，谏书上奏，都被采纳了，崔猷升任京兆尹。当时婚姻的礼仪不健全，嫁女娶妻的时候，都要演奏音乐，城市中的富有人家服装奢侈过度，还有人将衣服绣出各种图案。崔猷又奏请加以禁止，得到批准加以实施。崔猷与卢辩等人创立修订六官制度。大统十二年（546年），崔猷出任大都督、骠骑将军、淅州刺史，加车骑大将军、仪同三司。
大统十四年（548年），侯景占据黄河以南向西魏投诚，西魏派遣行台王思政前往。宇文泰给王思政写信说：“崔宣猷才智谋略很高明，有应变的才能，如果有犹豫不决的事，可以与他商定可否。”王思政起初将军队驻扎在襄城，后来想用颍川作为行台治所，派遣信使魏仲前往禀报，又向崔猷写信说明要迁移的意思。崔猷回信说：“以军事而论，一定要先声后实，所以能百战百胜，变弱为强。襄城链接京洛，实为当今军事要地，如果有情况变化，容易相互接应。颍川与敌境相邻，又没有山川险要可以防守，敌人如果蜂拥来攻，可以直达城下。以我的想法，权衡利害，不如将军队驻扎在襄城，作为行台治所，在颍川设置州治所，派遣郭贤镇守。如此便表里如同黏胶般牢固，容易安定人心，即便有意想不到的情况，怎么会形成危害。”魏仲见到宇文泰，禀告了具体情况，宇文泰马上派遣魏仲返回，命令按照崔猷的计策。王思政又禀告，请求与朝廷立约：东魏如果从水路进攻，请求坚守一年为期；如果从陆路进攻，则以三年为限。在期限之内，不劳烦朝廷派遣援军。超过时限，由朝廷裁决。宇文泰因此王思政亲自处理此事，加上反复坚决的来请求，就同意了。等到颍川陷落之后，宇文泰十分后悔。大统十六年（550年），崔猷因为生病离职，正遇到西魏军队东征，宇文泰赐给崔猷马匹和车辆，命令他跟随大军，参与商议军务。大统十七年（551年），崔猷升任侍中、骠骑大将军、开府仪同三司、定州大中正，赐姓宇文氏。
魏恭帝拓跋廓元年（554年），宇文泰计划修整梁汉旧路，于是命令崔猷督统仪同刘道通、陆腾等五人，率众开通车路，穿山填谷五百余里，一直到达梁州。路修好后就以崔猷为都督梁利等十二州白马傥城二防诸军事、梁州刺史。宇文泰去世后，始州、利州、沙州、兴州等各州倚仗军队谋反，信州、合州、开州、楚州四州也反叛了，只有梁州境内，百姓没有二心。利州刺史崔谦请求支援，崔猷派遣六千士兵前往。信州粮食耗尽，崔猷又送往四千斛米。二镇得以保全，是崔猷的功劳。崔猷晋爵安国县公，食邑二千户。崔猷受到晋公宇文护深切器重，崔猷的女儿被封为富平公主。
周明帝宇文毓即位，崔猷被征拜御正中大夫。当时根据《周礼》称天王，又不建立年号。崔猷认为世风有厚薄，所以帝王因此有沿革。如今天子称王，名势不足以威震天下，请求依照秦汉的制度称皇帝，建立年号，朝廷商议后遵从了。崔猷出任司会中大夫，依然担任御正如故。
周明帝去世后，遗诏册立宇文邕为皇帝。晋公宇文护对崔猷说：“鲁国公禀性宽厚仁义，太祖的各个儿子中年龄居长。如今奉遵遗旨，拥戴他为皇帝，您认为何如？”崔猷回答说：“殷商尊奉位尊者，周朝亲近血缘亲者，现在朝廷遵循《周礼》，不能违背这一原则。”宇文护说：“天下事大，只担心毕公宇文贤年幼。”崔猷说：“昔日周公辅佐周成王在朝廷会见诸侯，何况您于亲于贤都排在首位，如果像周公那样行事，就不会辜负顾命托孤。”这件事虽然没有实现，当时的人都称赞崔猷坚守正道。保定元年（561年），崔猷再次出任总管梁利开等十四州白马、傥城二防诸军事、梁州刺史，不久再任司会。
天和二年（567年），南陈将军华皎来归附北周，晋公宇文护商议准备南伐，公卿大臣都不敢说话。只有崔猷进言说：“前一年东征，将士死伤过半，近来虽然加以抚恤，还是没有恢复。最近彗星出现成为灾害，这是上天对我们表示的警戒。现在确实应当修德来禳除天变，怎么能够穷兵极武更为加重谴责负累呢？如今陈朝保全国境安息百姓，与我们友好往来。所以不能违反盟约，收纳他们的叛臣，兴无名之师，占夺他们的土地。认真了解前代之事，从来没有这样的例子。”宇文护不接受意见。后来北周水军果然战败，而脾将元定等人沦落到江南。
建德四年（575年），崔猷外任同州司会。建德六年（577年），崔猷被征召担任小司徒，加上开府仪同大将军。隋文帝杨坚登基，因为崔猷是前朝老臣，授予崔猷大将军，进爵位为汲郡公，增加食邑总计三千户。开皇四年（584年），崔猷去世，谥号明。

## 其他
北周平定北齐后，崔猷的侄女婿李仲举携带家人依例入关，因为亲人故友流难，心里不愿住下，崔猷留着李仲举不许他离去，李仲举坚决推辞，得以返回邺城。
大象二年（580年）七月，杨坚派遣韦孝宽讨伐尉迟迥，杨坚派遣崔猷的儿子少内史崔仲方前往监军，崔仲方以父亲身在崤山以东而推辞。

## 家族

### 父母
- 崔孝芬，北魏左光禄大夫、仪同三司，兼吏部尚书
- 罄阳公主，安丰文宣王元延明之女，原为崔孝芬夫人，后改嫁郑伯猷[25][26][27]
- 李氏

### 兄弟姐妹
- 崔勉，北魏散骑常侍、征东将军、金紫光禄大夫、定州大中正
- 崔宣度，北齐伏波将军、襄垣郡太守
- 崔宣轨，北魏尚书考功郎中，在晋阳被杀
- 崔宣质，在晋阳被杀
- 崔宣靖，北魏大司马广陵王元欣记事参军事，在晋阳被杀
- 崔宣略，在晋阳被杀
- 崔宣默，北魏开府广平王元赞东阁祭酒，在晋阳被杀
- 崔芷蘩，嫁北齐侍中、太子詹事、灵武县开国男李希仁
- 崔氏，魏孝明帝世妇

### 子女
- 崔仲方，隋朝大将军、信都郡太守、固安县公
- 崔叔重，隋朝虞部侍郎、固安县公
- 崔氏，长女，嫁北齐大司马府参军事、灵武县开国男李公源，崔猷妹妹崔芷蘩长子[28]
- 富平公主，次女或三女，《周书》记载为宇文护养女，《北史》记载为魏恭帝拓跋廓养女
- 崔氏，嫁隋朝仪同三司、温州刺史、乌水县公元俭[29]

## 延伸阅读
[在维基数据编辑]
 《周書·卷35》，出自令狐德棻《周書》